# Dutch Top 40
Dutch Top 40 (nizozemsky Nederlandse Top 40) je týdenní hitparáda, sestavována Stichting Nederlandse Top 40. Hitparáda začala v roce 1965 programem nazvaným Veronica Top 40 v rozhlasové stanici Radio Veronica. V současnosti ji uvádí Radio 538.
Podobně jako hitparáda Mega Top 50, je výběrem prodejů singlů a jejich hranosti v rozhlasové stanici. Od roku 2003 je započítáván i počet stažení z internetu.